# Джули Джеймс
Джули Джеймс (на английски: Julie James) е американска писателка на бестселъри в жанра любовен роман и романтичен трилър.

## Биография и творчество
Джули Джеймс е родена на 5 ноември 1974 г. в Чикаго, Илинойс, САЩ.
Завършва право в Юридическия колеж на Университета на Илинойс. Работи като служител към Щатския апелативен съд в Джаксънвил, Флорида. След това практикува като адвокат към една от големите адвокатски кантори в продължение на няколко години.
Докато работи като адвокат, пише няколко сценария. Два от сценариите ѝ са приети от продуцентите в Холивуд и тя напуска работата си и се посвещава на писателската си кариера.
Тя преработва първия си сценарий в романа „Най-сексапилният мъж“, който е публикуван през 2008 г. и става национален бестселър.
През 2010 г. е издаден първият ѝ роман „Любовни престрелки“ от поредицата „Адвокат и агент от ФБР“. Главни герои са упоритата и секси помощник-прокурорка Камерън Линде и завладяващият специален агент на ФБР Джак Палас, които разследват заплетени убийства, разкъсани между професионалната вражда и личностното си привличане.
Произведенията на писателката често са в списъците на бестселърите и са в списъците за най-добрите книги за 2011 – 2012 г. Преведени са на 16 езика по света.
Джули Джеймс живее със съпруга си и двете си деца в Чикаго.

## Произведения

### Самостоятелни романи
- Just the Sexiest Man Alive (2008)
Най-сексапилният мъж, София: ИК „Ибис“, 2018, прев. Виолета Ненова
- Practice Makes Perfect (2009)
Закони на привличането, София: ИК „Ибис“, 2019, прев. Маргарита Спасова

### Серия „Адвокат и агент на ФБР“ (FBI / US Attorney)
1. Something About You (2010)
Любовни престрелки, София: ИК „Ибис“, 2018, прев. Милена Христова
2. A Lot Like Love (2011)
Нещо като любов, София: ИК „Ибис“, 2019, прев. Виолета Ненова
3. About That Night (2012)
През онази нощ..., София: ИК „Ибис“, 2016, прев. Вера Паунова
4. Love Irresistibly (2013)
Нещо повече от любов..., София: ИК „Ибис“, 2017, прев. Вера Паунова
5. It Happened One Wedding (2014)
Сватбена лудост, София: ИК „Ибис“, 2017, прев. Таня Виронова
6. Suddenly One Summer (2015)
Неочаквано едно лято..., София: ИК „Ибис“, 2015, прев. Вера Паунова
7. The Thing About Love (2017)
Любов под прикритие, София: ИК „Ибис“, 2017, прев. Вера Паунова